# Горькушка
Горьку́шка (лат. Lactárius rúfus) — гриб рода Млечник (Lactarius) семейства Сыроежковые (Russulaceae).
Синонимы
- Русские: горькушка рыжая, груздь го́рький, горча́к, горя́нка
- Латинские:
  - Agaricus rufus Scop., 1772 basionym
  - Lactarius rubescens (Schaeff.) Bres., 1887
  - Lactifluus rubescens (Schaeff.) Kuntze, 1891

## Описание

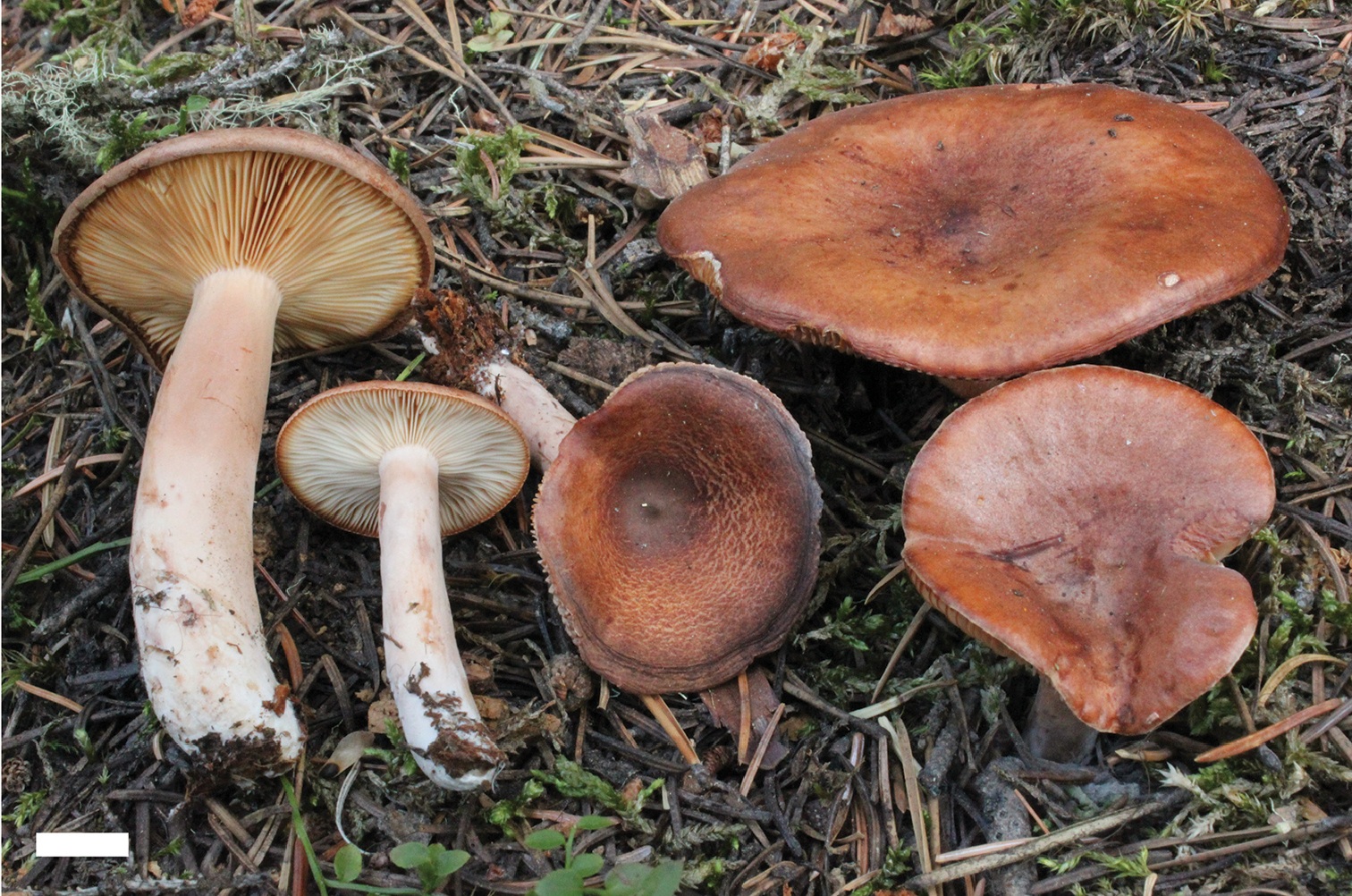

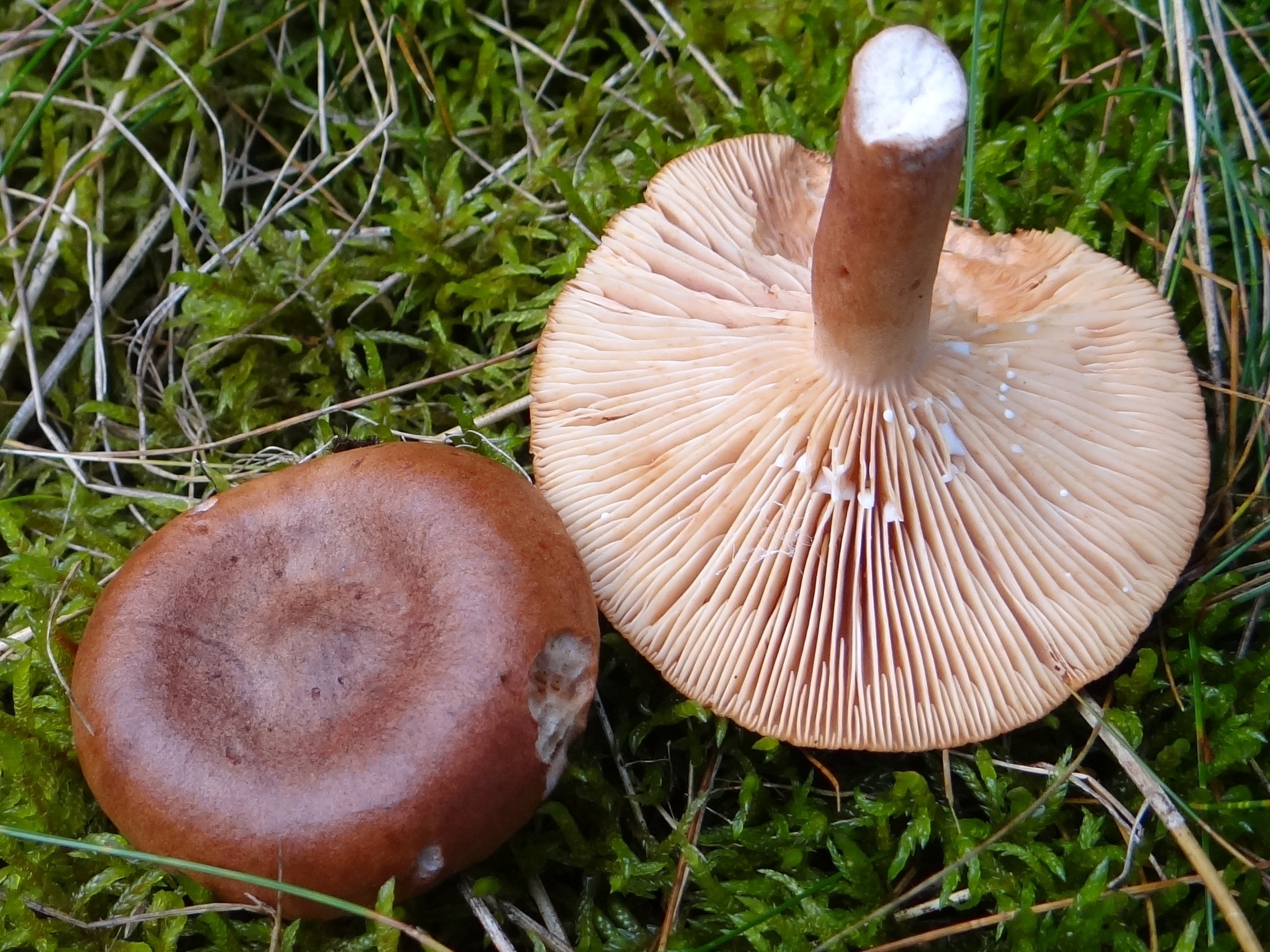

Шляпка ∅ 4—10 см, сначала колокольчатая, потом плоская и под конец слегка вдавленная, в центре выделяется конусообразный заострённый бугорок. Края у шляпки тонкие и подогнуты внутрь. Кожица коричневато-красного цвета, ближе к краям более светлая. Она гладкая, покрытая лёгким опушением, в сырую погоду становится блестящей и липкой.
Мякоть плотная и ломкая, с едва уловимым запахом и перечным вкусом. При повреждении выделяет густой острый белый млечный сок, не изменяющий цвета.
Ножка 4—7 см в высоту, красноватого цвета, цилиндрическая, тонкая, матовая, чуть утолщённая у основания, покрыта беловатым пушком.
Пластинки частые, неширокие, нисходящие по ножке.
Споровый порошок белого цвета. Споры 9,5 × 6 мкм, овальные, сетчатые, амилоидные.

### Изменчивость
Цвет шляпки постоянен. Ножка сначала сплошная, потом полая, иногда наполнена губчатым веществом, сначала сероватая, а потом более или менее красноватая. Цвет пластинок варьирует от беловатого до светло-коричневого. Обычно белая мякоть у основания ножки краснеет.

## Экология и распространение

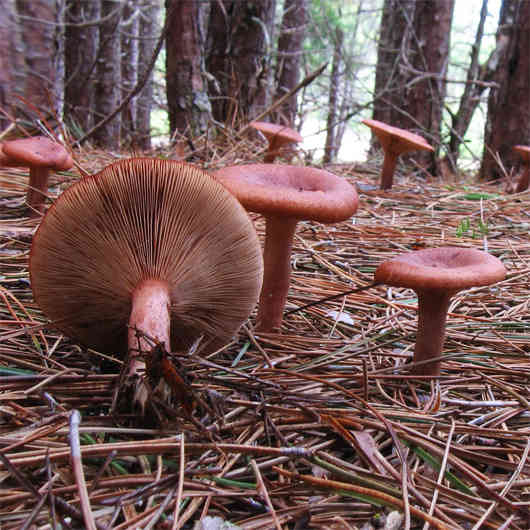

Образует микоризу с хвойными и с берёзой. Часто встречается в хвойных лесах, обычно на кислых почвах. Известен во многих регионах, один из наиболее обычных видов млечника.
Не рекомендуется к сбору в местах выпадения чернобыльских осадков, поскольку относится к видам, наиболее активно аккумулирующим радиоцезий.
Сезон: лето — осень.

## Сходные виды
- Млечник печёночный (Lactarius hepaticus) — несъедобен, отличается желтеющим на воздухе млечным соком.
- Млечник камфорный (Lactarius camphoratus) — съедобный, но непопулярный из-за специфического вкуса, имеет неедкий млечный сок.
- Lactarius badiosanguineus с крепкой каштаново-красной шляпкой, слабогорький.
- Млечник болотный (Lactarius sphagnei) сходной окраски, растёт в болотистых елово-сосновых лесах.

## Пищевые качества
Съедобный гриб, годится к употреблению в солёном и маринованном виде. Для удаления горечи необходимо вымачивание.
В западной литературе из-за жгучего сока часто описывается как несъедобный и изредка даже ядовитый, однако часто с пометкой, что после правильной обработки используется в пищу в Северной и Восточной Европе, а также что в сушёно-измельчённом виде может использоваться для придания вкуса. Кроме того, значительная часть этой литературы написана американскими авторами, среди которых нет согласия об идентичности североамериканской и европейской горькушек. Продовольственная и сельскохозяйственная организация ООН включает этот гриб в список съедобных.

## Хозяйственное значение
В плодовых телах горькушки обнаружено вещество, тормозящее рост культур золотистого стафилококка (Staphylococcus aureus), бактерий группы кишечных палочек (Escherichia coli), сенной палочки (Bacillus subtilis) и других микроорганизмов.